# Pleuranthodium macropycnanthum
Pleuranthodium macropycnanthum là một loài thực vật có hoa trong họ Gừng. Loài này được Loài này được Theodoric Valeton miêu tả khoa học đầu tiên năm 1913 dưới danh pháp Alpinia macropycnantha. Năm 1991, Rosemary Margaret Smith chuyển nó sang chi Pleuranthodium.

## Phân bố
Loài này có tại tỉnh Papua, Indonesia và Papua New Guinea. Các địa điểm có mặt được Valeton liệt kê bao gồm:
- Tại tây nam New Guinea: Trong thung lũng sông Bắc (sông Lorentz)[5] trong địa phận tỉnh Papua.
- Tại New Guinea thuộc Đức: Ở cao độ 700 m trên núi Kami (nay thuộc địa phận tỉnh Western Highlands, Papua New Guinea).